# Kevin und Dan Hageman

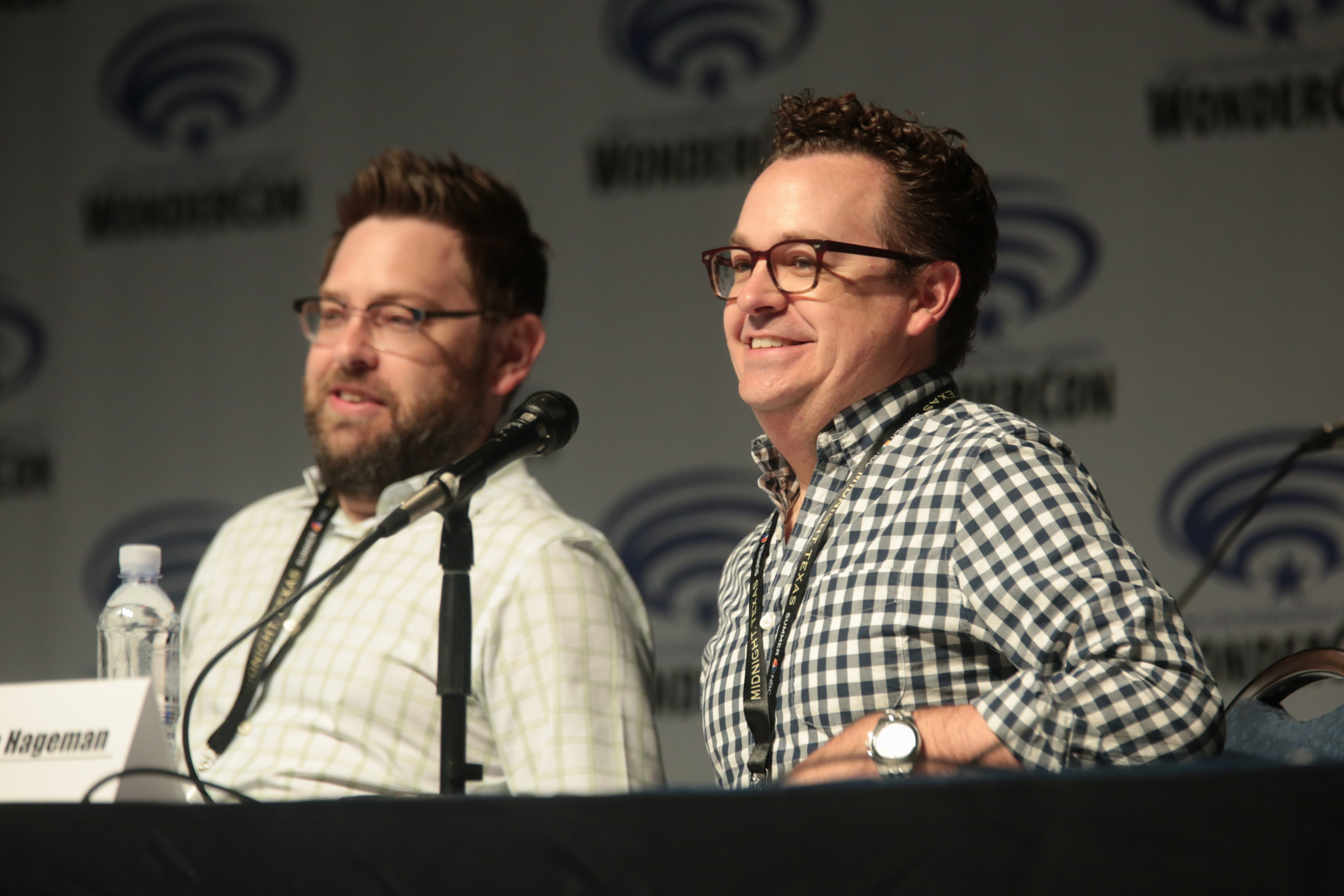
Dan und Kevin Hageman auf der WonderCon in Anaheim, 2017

Kevin Hageman (* 21. April 1974 in Lake Oswego, Oregon) und Dan Hageman (* 17. Dezember 1976 in Lake Oswego, Oregon), zusammen auch bekannt als The Hageman Brothers, sind US-amerikanische Drehbuchautoren und Fernsehproduzenten. Die Brüder sind vor allem für ihre Arbeit an den Fernsehserien Ninjago (2011–2019), Trolljäger: Geschichten aus Arcadia (2016–2018) und Star Trek: Prodigy (2021–2024), sowie für die Kinofilme Hotel Transsilvanien (2012), The LEGO Movie (2014), The LEGO Ninjago Movie (2017), Scary Stories to Tell in the Dark (2019) und Die Croods – Alles auf Anfang (2020) bekannt.

## Leben
Die Hagemans wuchsen in ihrem Geburtsort Lake Oswego, einem Vorort von Portland, im US-Bundesstaat Oregon, auf. Dort besuchten sie zunächst die Lakeridge High School und anschließend die University of Oregon. 1988 trat Kevin Hageman als Peter in dem Video Grandpa's Magical Toys aus der Wee-Sing-Reihe auf, seinem einzigen Auftritt als Schauspieler.

## Karriere
Kevin Hageman begann seine Karriere als Assistent bei Dark Horse Entertainment, während sein Bruder Dan zunächst als Werbetexter arbeitete. Nach ihrem Umzug nach Los Angeles verkauften die Hagemans erfolgreich den Pitch für einen Spielfilm an Amblin Entertainment und schrieben anschließend den ersten Drehbuchentwurf für Hotel Transsilvanien und The LEGO Movie, für die sie im Abspann unter der „Story by“-Angabe genannt wurden. Noch während sich der Film The LEGO Movie in der Entwicklung befand, schrieben die Hagemans bereits das Drehbuch für die computeranimierte Fernsehserie Ninjago von Lego.
2014 wurden die Hagemans von Guillermo del Toro und DreamWorks Animation als Autoren und Co-Produzenten für die computeranimierte Serie Trolljäger: Geschichten aus Arcadia engagiert, für die sie einen Daytime Emmy Award in der Kategorie „Outstanding Writing in an Animated Program“ gewannen. Anschließend wurden sie von del Toro beauftragt, das Drehbuch für den Horrorfilm Scary Stories to Tell in the Dark zu schreiben. Zur selben Zeit wurden sie auch von DreamWorks Animation beauftragt, den Entwurf für Die Croods – Alles auf Anfang neu zu schreiben.
2019 wurde bekannt gegeben, dass die Hagemans als Schöpfer und Showrunner für die computeranimierte Fernsehserie Star Trek: Prodigy für Paramount+ und Nickelodeon verpflichtet wurden, die erste Koproduktion zwischen CBS Studios und Nickelodeon im Star-Trek-Franchise. Im März 2021 wurde bekannt gegeben, dass die Hagemans einen Gesamtvertrag mit CBS Studios unterzeichnet haben. Neben Star Trek: Prodigy sollen weitere sowohl Animations- als auch Realfilme sowie Fernsehinhalte von den Brüdern für das Studio produziert werden.

## Filmografie

### Filme
- 1999: Mystery Men (Kevin Hageman, Produktionsassistent von Mike Richardson)
- 2012: Hotel Transsilvanien (Hotel Transylvania, Autoren)
- 2014: The LEGO Movie (Autoren)
- 2017: The LEGO Ninjago Movie (Autoren)
- 2019: Scary Stories to Tell in the Dark (Drehbuchautoren)
- 2020: Die Croods – Alles auf Anfang (The Croods: A New Age, Drehbuchautoren)
- 2021: Trolljäger: Das Erwachen der Titanen (Trollhunters: Rise of the Titans, Drehbuchautoren)

### Serien
- 2011–2019: Ninjago (Autoren, Executive Producer)
- 2016–2018: Trolljäger: Geschichten aus Arcadia (Trollhunters: Tales of Arcadia, Autoren, Executive Producer)
- 2021–2024: Star Trek: Prodigy (Schöpfer, Autoren, Executive Producer)